# セラーズ (ミサイル駆逐艦)
|          | |
| 艦歴     | |
| 発注     | |
| 起工     | 1959年8月3日 |
| 進水     | 1960年9月9日 |
| 就役     | 1961年10月28日 |
| 退役     | 1989年10月31日 |
| その後   | 1995年7月25日に売却 |
| 除籍     | 1992年11月20日 |
| 性能諸元 | |
| 排水量   | 満載：4,500トン |
| 全長     | 437 ft (133.2 m) |
| 全幅     | 47 ft (14.3 m) |
| 吃水     | 22 ft (6.7 m) |
| 機関     | バブコック・アンド・ウィルコックスボイラー4缶 1,275psi ゼネラル・エレクトリック蒸気タービン2基 70,000shp 2軸推進                       |
| 速力     | 30ノット以上 |
| 乗員     | 士官、兵員354名 |
| 兵装     | Mk 42 5インチ単装砲 2基 Mk 11 連装ミサイル発射機 1基 （ターター後にSM-1MR) Mk 112アスロック8連装発射機 1基 Mk 32 3連装短魚雷発射管 2基 |
| モットー | "Guardian of Freedom" |

セラーズ(USS Sellers, DDG-11)は、アメリカ海軍のミサイル駆逐艦。チャールズ・F・アダムズ級ミサイル駆逐艦の10番艦。艦名はデヴィッド・F・セラーズ提督に因む。

## 艦歴
セラーズは1959年8月3日にメイン州バスのバス鉄工所で起工する。1960年9月9日にヒュー・スコット夫人によって進水し、1961年10月28日に就役した。
セラーズは1989年10月31日退役し、1992年11月20日に除籍された。その後、1995年7月25日に売却され、2004年9月15日解体処分になった。